# انزوا (فیلم)
انزوا فیلمی به کارگردانی مرتضی‌علی عباس میرزایی و نویسندگی مرتضی‌علی عباس میرزایی و احمد رفیع‌زاده و تهیه‌کنندگی پیمان جعفری محصول سال ۱۳۹۵ است.
امیر علی دانایی بازیگر نقش اصلی این فیلم می‌باشد.
این فیلم در تاریخ ۱۷ آبان ۱۳۹۶ در سینماهای ایران اکران شده‌است.

## خلاصه داستان
زهره در راه منزل احساس می‌کند کسی او را تعقیب می‌کند. او فرار کرده و همین عامل باعث می‌شود تا او در یک سانحهٔ تصادف فوت کند. پرویز همسر زهره بعد از ۶ سال، برای اولین بار، با ضمانت رئیس زندان به مدت ۷۲ ساعت به مرخصی می‌رود تا زهره را دفن کرده و در مراسمش شرکت کند. اما او دغدغه‌اش چیز دیگری‌ست.

## بازیگران
- امیرعلی دانایی
- نادر فلاح
- اندیشه فولادوند
- بهنوش بختیاری
- جمشید هاشم‌پور
- لعيا عباس میرزایی
- علیرضا استادی
- شقایق فراهانی
- سیامک صفری
- زهرا حقانی
- مهران رجبی
- همایون ارشادی
- امید روحانی
- وحید نفر
- علیرضا مهران
- لیندا کیانی
- کیمیا ملایی
- علی علیخانی

## جوایز
| بخش                           | نامزد       | نتیجه            | جایزه        |
| ----------------------------- | ----------- | ---------------- | ------------ |
| بهترین بازیگر نقش مکمل مرد    | نادر فلاح   | نامزدشده         | سیمرغ بلورین |
| بهترین فیلم از نگاه تماشاگران | پیمان جعفری | جزء پنجفیلم برتر | سیمرغ بلورین |